# Elaeocarpus angustifolius
Elaeocarpus angustifolius és una espècie de planta amb flor de la família Elaeocarpaceae, que dona un fruit amarg comestible. Es coneix com a arbre marbre blau (Blue Marble Tree), i també com a figa blava o Quandong Blava; no està gaire relacionat amb les figues, però, i a part de ser eudicotiledònia, pràcticament no té relació amb els veritables quandongs. El nom sinònim Elaeocarpus grandis, d'una descripció posterior de l'espècie feta per Ferdinand von Mueller, s'hi troba també amb freqüència.

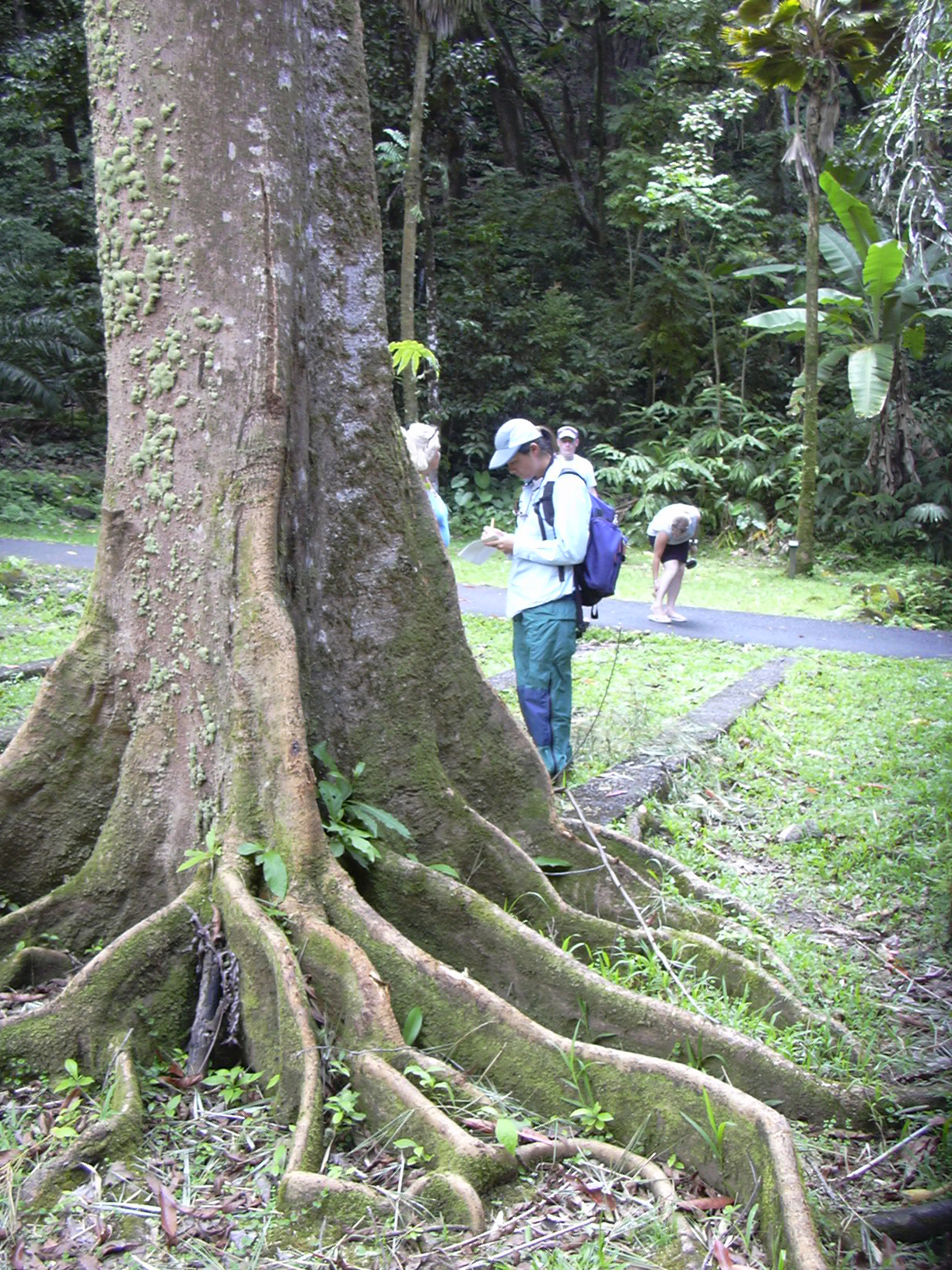
Detall del tronc

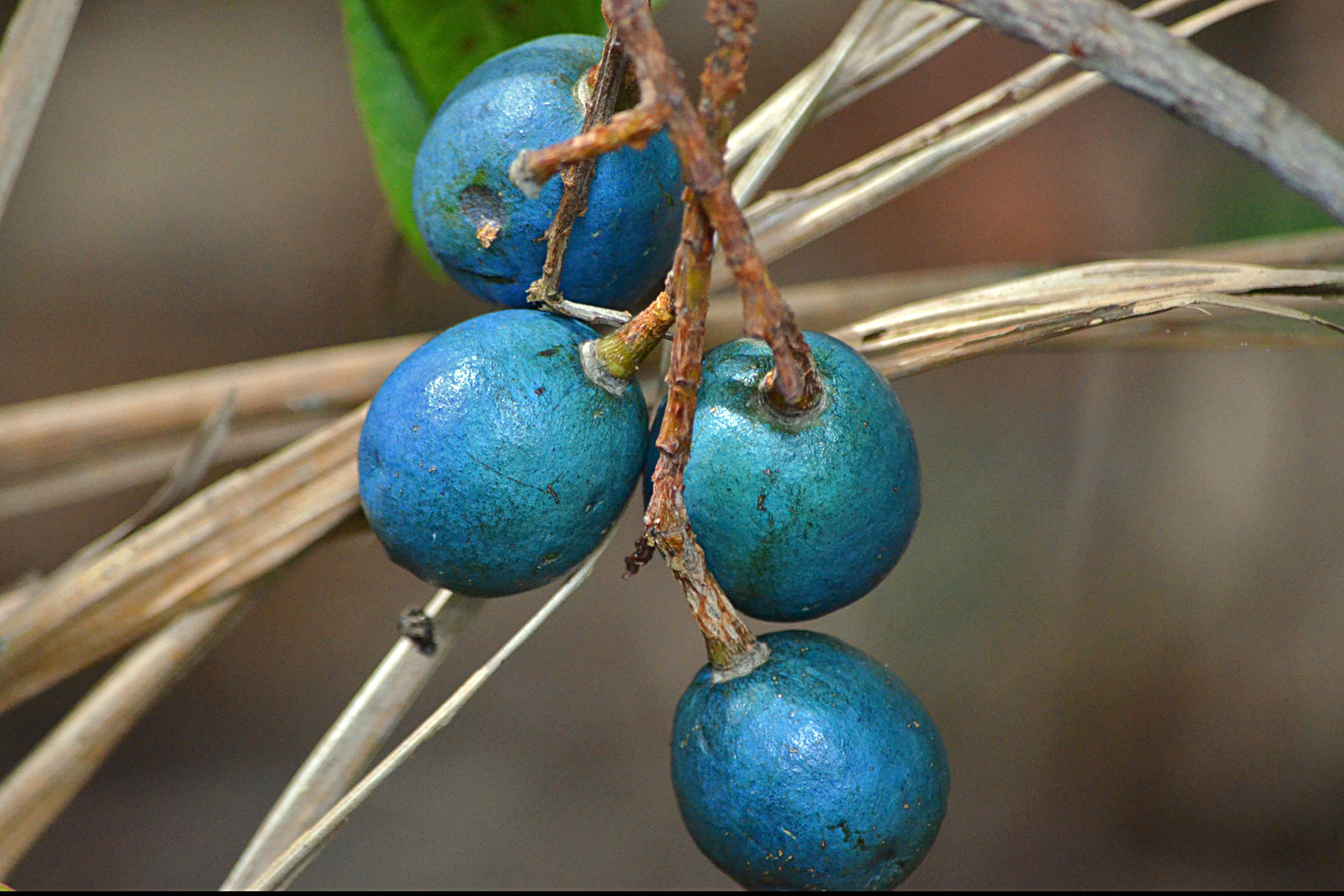
Fruit

## Distribució
S'estén per Queensland i Nova Gal·les del Sud a Austràlia.

## Descripció
El fruit d'aquesta espècie és rodó i blau, entre 20 i 30 mm d'ample, i té una llavor amb profundes convolucions a la corfa.

## Taxonomia
Elaeocarpus angustifolius fou descrita per Carl Ludwig Blume en Bijdragen tot de flora van Nederlandsch Indië 120. 1825.
Sinonímia

- Ayparia crenata Raf.
- Elaeocarpus baclayanensis Elmer
- Elaeocarpus crenatus (Raf.) Merr.
- Elaeocarpus cyanocarpus Maingay exMast.
- Elaeocarpus dolichopetalus Merr.
- Elaeocarpus drymophilus Domin
- Elaeocarpus fauroensis Hemsl.
- Elaeocarpus grandis F.Muell.
- Elaeocarpus hebridarum Knuth
- Elaeocarpus maior (Hochr.) Knuth
- Elaeocarpus muellerianus Schltr.
- Elaeocarpus novoguineensis Warb.
- Elaeocarpus parkinsonii Warb.
- Elaeocarpus persicifolius Brongn. & Gris
- Elaeocarpus polyschistus Schltr.
- Elaeocarpus ramiflorus Merr.
- Elaeocarpus subglobosus Merr.
- Elaeocarpus wenzelii Merr.[2]